# Mèo mướp

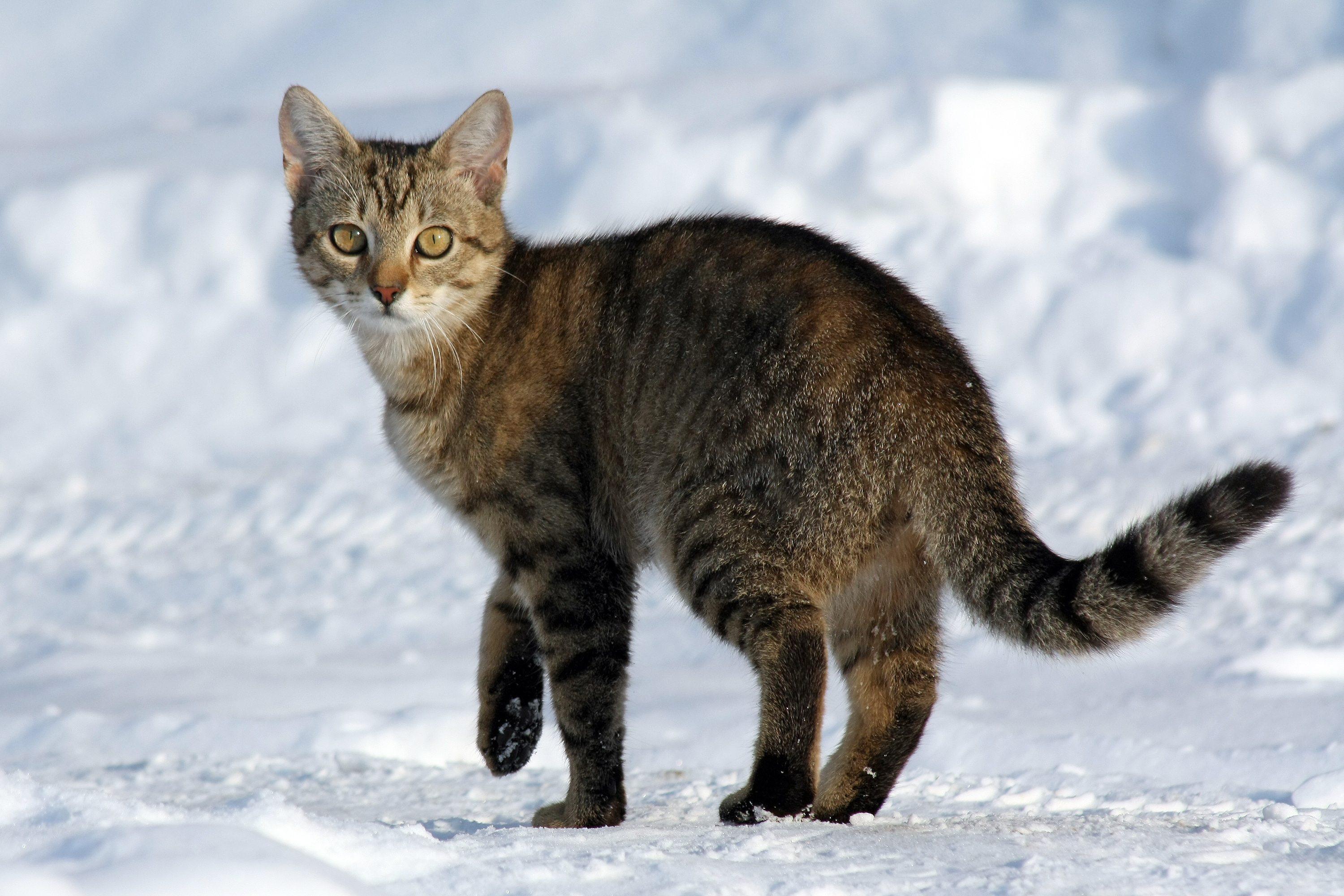
Một con mèo mướp trên nền tuyết với bộ lông sọc và trán có chữ M

Mèo mướp (Tabby cat) hay còn gọi là mèo vằn hay mèo lông sọc là các giống mèo nhà có đặc trưng bởi bộ lông sọc vằn và có dấu chữ M đặc trưng trên trán dễ nhận biết. Chúng không phải là một giống mèo hoặc nòi mèo riêng biệt mà chỉ là cách phân loại mèo dựa trên màu lông, bất kì cá thể mèo nào có bộ lông sọc vằn trên khắp cơ thể đều có thể được coi là mèo mướp hay mèo vằn. Đây là loại mèo phổ biến ở nông thôn Việt Nam bên cạnh mèo vàng, mèo đen, mèo tam thể, với hình dáng nhỏ nhắn, nhanh nhẹn của mèo mướp rất thích hợp với mục đích nuôi đẻ, bắt chuột, bộ lông sọc vằn làm cho những con mèo mướp trông như những con hổ thu nhỏ và người ta hay gọi mèo là "tiểu hổ"

## Đặc điểm
Mèo mướp thường sống khá lâu, trung bình một con mèo có thể sống từ 20–25 năm nhưng tuổi thọ của chúng cũng phụ thuộc vào chế độ chăm sóc, cho ăn, khẩu phần ăn, dinh dưỡng thích hợp với độ tuổi. Những con mèo mướp rất thích ngủ và chúng thường dành nhiều thời gian trong ngày để ngủ. Chúng cũng thích liếm lông và tắm nắng. Lông mèo có khả năng giúp tổng hợp vitamin D và mèo thường liếm lông dưới ánh nắng để lấy vitamin chứ không hẳn là chỉ để làm sạch. Mèo mướp cũng như các giống mèo khác rất thích leo trèo, chạy nhảy và có khả năng nhảy cao, khi nuôi chúng mà trong nhà có nhiều đồ dễ vỡ thì nên để ý đến chúng.
Các đường vân màu trên bộ lông của chúng rất đặc biệt và có nhiều màu sắc khác nhau. Mèo mướp có bộ lông ngắn và thường được nuôi trong nhà nên 1 tuần tắm một lần, chọn những ngày có nắng để tắm cho mèo. Vì những ngày nắng lông chúng sẽ nhanh khô hơn và tránh bị cảm lạnh. Sau khi tắm xong thì lau khô và không cần chải lông cho chúng vì lông ngắn và sau khi lông khô sẽ mượt lại. Mèo mướp không kén ăn, khẩu phần ăn của chúng chủ yếu là cơm, cá, thịt. Khi còn non, mèo mướp cần bổ sung rất nhiều đạm nên bạn hãy thường xuyên cho mèo ăn cá. Nên kho cá hoặc chiên thì những con mèo sẽ thích ăn hơn, không nên cho mèo ăn quá mặn sẽ làm ảnh hưởng đến bộ lông của chúng. Tránh để để mèo đi lang thang và tiếp xúc với loài mèo hoang bên ngoài sẽ dễ mắc phải các bệnh như bệnh dại, nhiễm trùng đường hô hấp, bệnh sốt ho ở mèo.